# Pseudothemis jorina
Pseudothemis jorina is een libellensoort uit de familie van de korenbouten (Libellulidae), onderorde echte libellen (Anisoptera).
De wetenschappelijke naam Pseudothemis jorina is voor het eerst geldig gepubliceerd in 1904 door Förster.